# Дифузійна металізація

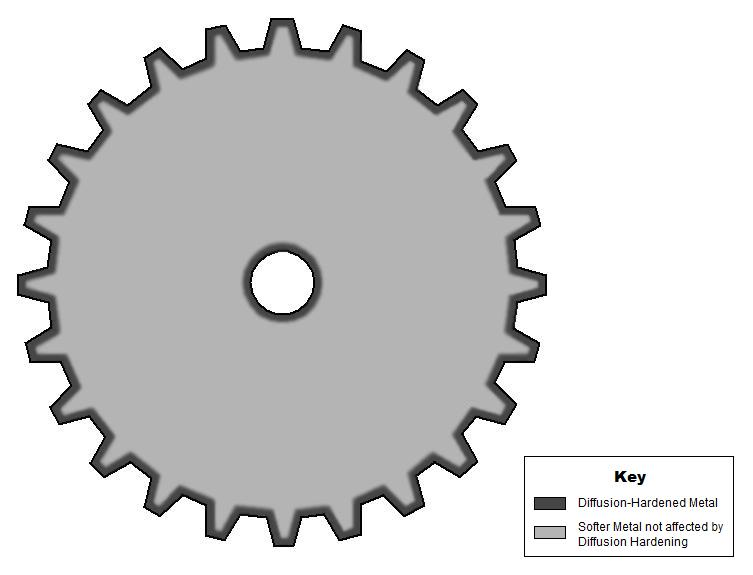
Схематичний розріз металевої шестерні, загартованої дифузією

Дифузі́йна металіза́ція — вид хіміко-термічної обробки, що базується на дифузійному насиченні поверхневих шарів виробів з металів і сплавів іншими металами. Дифузійна металізація проводиться для підвищення твердості, корозійної стійкості, зносостійкості, жаротривкості, блиску і естетичного вигляду.

## Види дифузійної металізації
Найпоширеніші види дифузійної металізації: 
- алітування (насичення алюмінієм), використовується для деталей, що працюють при високих температурах;
- дифузійне хромування (насичення хромом) застосовують для деталей машин і напівфабрикатів із сталі, сплавів на основі нікелю, молібдену, ніобію, міді та ін. елементів. Дифузійне хромування надає виробам жаростійкості в повітряному середовищі або в середовищі газів, що містять сірку і ванадій (до 1000 °С), зносостійкість, жароміцність, опір ерозії, втомі, корозії в агресивних середовищах (H2O2, HNO3, NaCI), високі електромагнітні властивості. Хромування проводять при 900...1250 °С. Товщина дифузійного шару від 40 мкм до 3 мм;
- борування (насичення бором), який забезпечує високу твердість (1800...2000 HV), зносостійкість та стійкість проти корозії в різних агресивних середовищах[1];
- силіціювання (насичення кремнієм), що сприяє високій корозійній стійкості в морській воді, а також деяких кислотах;
- берилізація (насичення берилієм), яка забезпечує для сталей підвищення твердості, жаротривкості при 800–1100 °С і корозійної стікості;
- титанування (насичення титаном, яке забезпечує підвищення твердості, стійкості проти спрацювання, корозійної та кавітаційної стійкості[1].

## Методи дифузійної металізації
Процес дифузійної металізації може відбуватися з твердої фази, в розплавах металів, якщо метал має невисоку температуру плавлення (цинк, алюміній), в паровому середовищі сублімованого металу або газовому середовищі галогенідів металів (CrCl3, AlCl3, SiCl4 і т.д.).
Насичення з твердої фази застосовують для заліза, нікелю, кобальту, титану та інших металів. У цьому випадку дифузійну металізацію здійснюють різними тугоплавкими металами (Mo, W, Nb, U та ін.), пружність пари яких менша за пружність пари основного металу. Процес протікає в герметизованому контейнері, в якому оброблювані деталі засипаються порошкоподібним металом, у вакуумі або в нейтральному середовищі при 1000...1500 °C. 
Насичення з рідкої фази застосовують при алітуванні, хромуванні, цинкуванні, мідненні. Процес відбувається в печах-ваннах, в яких розплав дифундуючого металу або його солі взаємодіють з поверхнею оброблюваних виробів при температурі 800...1300 °С. Цим методом здійснюють також комплексну дифузійну металізацію, наприклад хромоалітування, хромотитанування, хромонікелювання і т.д.
Насичення з парової фази застосовують для сплавів на основі заліза, нікелю, молібдену, титану та інших металів такими елементами, які мають вищу пружність пари, ніж метал, що насичується, наприклад Zn, Al, Cr, Ti та ін. Процес відбувається в герметичних контейнерах при розрідженні до 10−2 Н/м² і температурі 850...1600 °С, контактним або безконтактним способом. У першому випадку парова фаза виникає при сублімації металу і генерується поблизу місць контакту порошкоподібного металу з оброблюваною поверхнею, у другому — генерування парової фази відбувається на деякій відстані від поверхні. 
Насичення з газової фази проводять при дифузійній металізації елементами: Al, Cr, Mn, Mo, W, Nb, Ti та ін. Дифузії металу передують реакції взаємодії газоподібних хімічних сполук дифундуючого елемента з основним металом. Газовою фазою служать галогеніди (переважно, хлориди) дифундуючих металів. Газове насичення здійснюється в муфельних печах або в печах спеціальної конструкції при 700...1000 °С. Газова фаза може генеруватися на відстані від  поверхні насичення (безконтактний спосіб) і в зоні контакту джерела активної фази з поверхнею металу (контактний спосіб).

## Використання
Дифузійною металізацією можна отримувати дифузійний шар товщиною від 10 мкм до 3 мм. Процеси дифузійної металізації дозволяють підвищити жаротривкість сплавів (наприклад, алітована сталь має жаротривкість до 900 °С), абразивну зносостійкість (наприклад, хромування сталі У12 збільшує її зносостійкість у 6 разів), опір термоудару та швидкій зміні температури, корозійну стійкість і кислототривкість та покращити інші властивості металів і сплавів.
Дифузійне хромування використовують для пароводяної арматури, клапанів, патрубків, вентилів, а також деталей, які працюють на зношення в агресивних середовищах. Алітування — для деталей газогенераторних машин та клапанів.
Високі теплофізичні характеристики берилідних шарів дозволяють використовувати берилізацію для захисту виробів від впливу металевих розплавів, наприклад, для захисту деталей з нержавіючої сталі 10Х18Н9Т у потоці розплаву літію, деталей з чавуну та сталі у розплавленому алюмінію. Берилізації часто піддають турбінні лопатки із жароміцних сплавів, кокілі і деталі ливарних форм для лиття алюмінієвих сплавів, гребні гвинти суден, сопла реактивних двигунів тощо.